# Rödfenad näbbcichlid
Rödfenad näbbcichlid (Labeotropheus trewavasae) är en fiskart som beskrevs av Fryer, 1956. Rödfenad näbbcichlid ingår i släktet Labeotropheus och familjen Cichlidae. IUCN kategoriserar arten globalt som livskraftig. Inga underarter finns listade i Catalogue of Life.